# Ağası Məmmədov
Ağası Məmmədov (* 1. Juni 1980 in Baku) ist ein ehemaliger aserbaidschanischer Boxer. Məmmədov war Bronzemedaillengewinner der Olympischen Spiele 2004, Silbermedaillengewinner der Weltmeisterschaften 2001, Europameister 2000 und Weltmeister 2003.

## Karriere
Im Jugendbereich (U17) war Məmmədov für sein Geburtsland 1996 Europameister im Halbfliegengewicht (-48kg ). 
1997 nahm Məmmədov die türkische Staatsbürgerschaft an und startete für seine neue Heimat unter dem Namen Agasi Ağagüloğlu bei den Weltmeisterschaften, bei denen er im Fliegengewicht (-51 kg) startend bereits im Achtelfinale ausschied. Ähnlich erging es ihm bei den Europameisterschaften 1998, bei denen er im Viertelfinale an Wladimir Sidorenko, Ukraine (5:4), scheiterte. Bei den Weltmeisterschaften 1999 startete Məmmədov im Bantamgewicht (-54 kg), schied jedoch bereits im Achtelfinale aus. Seinen ersten Sieg bei einer internationalen Meisterschaft feierte Məmmədov bei den Europameisterschaften 2000. Im selben Jahr startete er außerdem bei den Olympischen Spielen. Nach Siegen über Mai Kangde, Volksrepublik China (17:4), und Neomar Cermeno, Venezuela (11:3), verlor er im Viertelfinale gegen den späteren Olympiasieger Guillermo Rigondeaux, Kuba (14:5).
2001 erreichte Məmmədov bei den Weltmeisterschaften das Finale. In diesem traf er erneut auf Rigondeaux und musste sich ihm wieder geschlagen geben (30:24). Noch im selben Jahr gewann Məmmədov die Mittelmeerspiele in Tunis. Vor den Europameisterschaften 2002 kehrte Məmmədov in sein Heimatland zurück und nahm wieder die aserbaidschanische Staatsbürgerschaft an. Die Meisterschaften endeten für ihn jedoch schon im Viertelfinale. Besser lief es für Məmmədov bei den Weltmeisterschaften 2003. Im Achtelfinale feierte er einen sensationellen Sieg über Rigondeaux (16:13) und damit war für ihn der Weg zum Weltmeistertitel frei. Im Halbfinale schlug er Detelin Dalakliew, Bulgarien (21:15), und im Finale Gennadi Kowaljow, Russland (17:8). Bei den im Folgejahr stattfindenden Olympischen Spielen in Athen ging Məmmədov somit als Favorit ins Rennen. Nach Siegen über Joel Brunker, Australien (RSC 3.), Dalakliew (35:16), und Maxim Tretyak, Ukraine (32:12), schied er jedoch im Halbfinale gegen den späteren Silbermedaillengewinner Worapoj Petchkoom, Thailand (27:19) aus und gewann damit eine olympische Bronzemedaille.

## Quelle
- amateur-boxing.strefa.pl

| Personendaten    | Personendaten             |
| ---------------- | ------------------------- |
| NAME             | Məmmədov, Ağası           |
| ALTERNATIVNAMEN  | Ağagüloğlu, Agasi         |
| KURZBESCHREIBUNG | aserbaidschanischer Boxer |
| GEBURTSDATUM     | 1. Juni 1980              |
| GEBURTSORT       | Baku                      |